# 黄岛 (岛屿)
黄岛原是位于胶州湾中的一处岛屿，是当时胶州湾第二大岛屿，大致位于今黄岛港附近，在涨潮时被海水包围，退潮后成为浅滩，1930年后期修建了通联大陆的堤坝，1980年左右开始填海，现已完全成为陆地。《胶澳志》载，黄岛也称“齐伯山岛”，后由于位于黄庵山以北且土石皆呈黄色，故而得名黄岛。